# Dolnja Briga
Dolnja Briga je naselje u slovenskoj Općini Kočevju. Dolnja Briga se nalazi u pokrajini Dolenjskoj i statističkoj regiji Jugoistočnoj Sloveniji. 

## Stanovništvo
Prema popisu stanovništva iz 2002. godine naselje je imalo 17 stanovnika.